# Sticherus bolanicus
Sticherus bolanicus är en ormbunkeart som först beskrevs av Eduard Rosenstock, och fick sitt nu gällande namn av Edwin Bingham Copeland. Sticherus bolanicus ingår i släktet Sticherus och familjen Gleicheniaceae. Inga underarter finns listade.